# Pseudogyrtona modesta
Pseudogyrtona modesta là một loài bướm đêm trong họ Noctuidae.